# 데이베르 마차도
데이베르 마차도(스페인어: Deiver Andrés Machado Mena, 1993년 9월 2일~)는 콜롬비아의 축구 선수이다. 랑스와 콜롬비아 축구 국가대표팀에서 수비수로 활동하고 있다.

## 구단 경력
2021년 7월 2일, 프랑스의 RC 랑스에 입단했으며, 이후 2026년까지 계약을 연장했다.

## 국가대표팀 경력
코파 아메리카 센테나리오의 콜롬비아 예비명단에 이름을 올렸지만 최종명단에는 탈락했다.